# شبكة المحررين العالمية
شبكة المحررين العالمية (بالإنجليزية: Global Editors Network - GEN) هي منظمة غير ربحية وغير حكومية تلتزم بمبادئ الابتكار ومشاركة المعلومات في غرفة الأخبار. فهي تجمع 900 رئيس تحرير وكبار تنفيذيي الأخبار والإعلاميين من جميع المنابر – طباعة ونظام رقمي وحوسبة محمولة وإذاعة. ويمثل أعضاء شبكة المحررين العالمية أكثر من 80 بلدًا و 300 مجموعة من مجموعات وسائل الإعلام حول العالم. ويعد الهدف منها كسر الحواجز بين الإعلام التقليدي والإعلام الجديد، بحيث يمكن جمع المعلومات وتبادلها مع الآخرين لوضع نموذج صحافة حرة للمستقبل وخلق مفاهيم وأدوات صحفية جديدة.
وقد تأسست شبكة المحررين العالمية للتفاعل مع المخاطر المتزايدة التي تواجهها الصحافة. ويتمثل دورها في جمع المحررين من جميع الخلفيات المعرفية المختلفة لبدء حوار مع المهندسين والمطورين ومبتكري العلوم الرقمية. كما أن أعضاءها المؤسسين من كبار المحررين والتنفيذيين لدى وكالات رويترز والباييس وبي بي سي ولوموند ونيوز إنترناشونال وأفتنبوستن وجارديان نيوز آند ميديا وغيرها من العديد من وكالات الإعلام البارزة حول العالم.

## الهدف
يكمن الهدف من شبكة المحررين العالمية في تحديد مستقبل الصحافة من خلال تمكين رؤساء التحرير وكبار المسؤولين التنفيذيين للأخبار، الذين يبحثون عن المحافظة على جودة التحرير عند العمل مع الناشرين، وأصحاب وسائل الإعلام وموردي الأخبار، حيث تحول نقل الأخبار إلى منصات رقمية جديدة. ونظرًا لأن التكنولوجيا الرقمية والنفاذ إلى النطاق العريض قد سرعت من تقارب وسائل الإعلام، فإن المحررين على جميع المنصات يواجهون نفس التحديات في إنتاج الأخبار. وأصبح من الواضح كل يوم أنهم أعضاء في نفس المجتمع، يحركهم جميعًا الواجب الصحفي والهدف المشترك: كيفية ابتكار صحافة الغد وجعلها مستدامة. وقد انضم أكثر من 900 رئيس تحرير لشبكة المحررين العالمية واتخذوا قرارهم بتكريس أنفسهم لمستقبل أفضل للصحافة.

## الأنشطة
- المؤتمر السنوي لقمة أخبار شبكة المحررين العالمية.[5] يهدف إلى «اختراق غرفة الأخبار»[6] من خلال تحدي الممارسات التقليدية في وسائل الإعلام، مع الحفاظ على تطور ونزاهة الصحافة. وبحضور 400 مشارك من جميع أنحاء العالم، أصبح هذا الحدث واحدًا من أهم أحداث شبكات وسائل الإعلام هذا العام. حيث يجتمع رؤساء التحرير وصناع القرار بغرفة الأخبار وصحفيو البيانات والمطورون والمصممون ورجال الأعمال لتبادل خبراتهم لإيجاد مستقبل أفضل للصحافة، كما يتضمن هذا المؤتمر غير العادي[7] جوائز صحافة البيانات (Data Journalism Awards) ووكالات الأخبار الناشئة (Startups for News)، وجين نيوز هاكاثون (GEN News Hackathon).
- مختبر المحررون، سلسلة عالمية من أيام الاختراق التي استضافتها بعض غرف الأخبار الرائدة في العالم مع الفعاليات السابقة في أمستردام[8] والأرجنتين[9] والنمسا ومصر وفرنسا[10] وألمانيا[11] والهند[12] والولايات المتحدة. بما في ذلك ورش العمل وأيام الاختراق «القرصنة» التي تحدث في غرف الأخبار في جميع أنحاء العالم، ثم يأتي في ختامه يومان للهاكاثون الدولي في مؤتمر قمة أخبار شبكة المحررين العالمية 2013، والتي تجمع أفضل الفرق من كل مختبر محررين. ويعد الهدف من ذلك دفع الابتكار في غرف الأخبار.[13] وفي وقت مبكر من عام 2012، أطلق مختبر المحررين أداة المدونات الحية وتعرف باسم GEN LIVE DESK،[14] والتي تم إنشاؤها خصيصًا للصحفيين.
- جوائز صحافة البيانات،[15] أول مسابقة دولية تعترف بالعمل المتميز في مجال صحافة البيانات، برعاية جوجل. وفي عام 2012، اختارت لجنة تحكيم مرموقة من الإعلاميين البارزين، بقيادة باول ستيجر من بروبابليكا، ستة فائزين بجوائز صحافة البيانات من بين 300 متقدم حول العالم. وتلقت جوائز صحافة البيانات لعام 2013 أكثر من 300 طلب من جميع أنحاء العالم. وخلال مهرجان بيروجيا الدولي للصحافة لعام 2013، تم الإعلان عن أن التصفيات النهائية بين 72 مرشحًا من 19 دولة مختلفة.[16] وسوف يتم منح المشروعات الثمانية الفائزة في جوائز صحافة البيانات 2013[17] ما قيمته 15000 يورو.
- نشرة شبكة المحررين العالمية، نشرة أسبوعية تصدر كل خميس، وتركز على أحدث التغيرات في غرف الأخبار في جميع أنحاء العالم، وتهدف إلى أن تكون دليلاً للمحررين حول كيفية تهيئة غرفة الأخبار الخاصة بهم مع إستراتيجيات وسائل الإعلام، ولتعزيز جودة التحرير.

شبكة المحررين العالمية شريك لشبكة الصحافة الأخلاقية وهو برنامج يديره أيدين وايت.

## أعضاء مجلس الإدارة
يتألف أعضاء مجلس إدارة شبكة المحررين العالمية الأربعة والعشرين من مجموعة من صانعي القرار الإعلامي البارزين من منظمات إخبارية مثل سي إن إن وجارديان نيوز آند ميديا ولي إيكو وبي بي سي ولو موند وكلارين والغارديان ورويترز وغيرها. وقد كان رئيس شبكة المحررين العالمية لعام 2011 خافيير فيدال فولك، كاتب عمود بجريدة الباييس (إسبانيا). بينما شغل منصب رئيس شبكة المحررين العالمية لعام 2012-2013 ريكاردو كيرشباوم، وهو رئيس تحرير صحيفة كلارين في الأرجنتين. وشغل منصب نائب الرئيس فولفغانغ بلاو (جارديان نيوز آند ميديا) وهارالد ستانجهيل (أفتنبوستن في النرويج).
برتراند بيكري الرئيس التنفيذي الحالي للمنظمة. يشغل منصب نائب المدير أنطوان لورنت، وهو المسؤول عن برامج الابتكار.

## وصلات خارجية
- GEN website
- NEWS! - News World Summit - website